# Uapaca paludosa
Espèce
Uapaca paludosa (ou rikio des marais) est une espèce de plantes à fleurs de la famille des Phyllanthaceae et du genre Uapaca. C'est un arbre présent en Afrique tropicale.

## Description
C'est un arbre à racines-échasses pouvant atteindre une hauteur de 20 m, avec de grandes feuilles pubescentes en dessous. Le fruit, ovoïde, renferme 3 à 4 graines d'environ 2 cm de longueur.

## Distribution
L'espèce est présente en Afrique tropicale, depuis la Guinée jusqu'en Ouganda et en Tanzanie, également plus au sud, jusqu'à Cabinda (Angola).

## Habitat
On la rencontre, de préférence sur les sols d'origine granitique, dans les forêts marécageuses, au bord des lacs, dans les forêts galeries, sur les pentes et les crêtes ou au fond des vallées, jusqu'à une altitude d'environ 1 400 m.

## Utilisation
Les fruits sont consommés par les chauves-souris, les chimpanzés, les gorilles, qui peuvent disséminer les graines. Sur l'île de Pemba (archipel de Zanzibar), la plante – nommée mchenza mwitu ou mchenza msitu en swahili – est consommée par la population en période de pénurie alimentaire.
On lui connaît de nombreux usages médicinaux en Afrique centrale.